# Carl Friedrich Christian Fasch
Carl Friedrich Christian Fasch (Zerbst (Anhalt), 1736. november 18. –Berlin, 1800. augusztus 3.) német zeneszerző és zenei teorikus. Édesapja a szintén zeneszerző Johann Friedrich Fasch. 1791-ben alapította meg a Sing-Akademie zu Berlin-t.